# علياباد نخود درة
علياباد نخود درة هي قرية في مقاطعة تكاب، إيران. يقدر عدد سكانها بـ 112 نسمة بحسب إحصاء 2016.